# Sierra de Peña Sagra

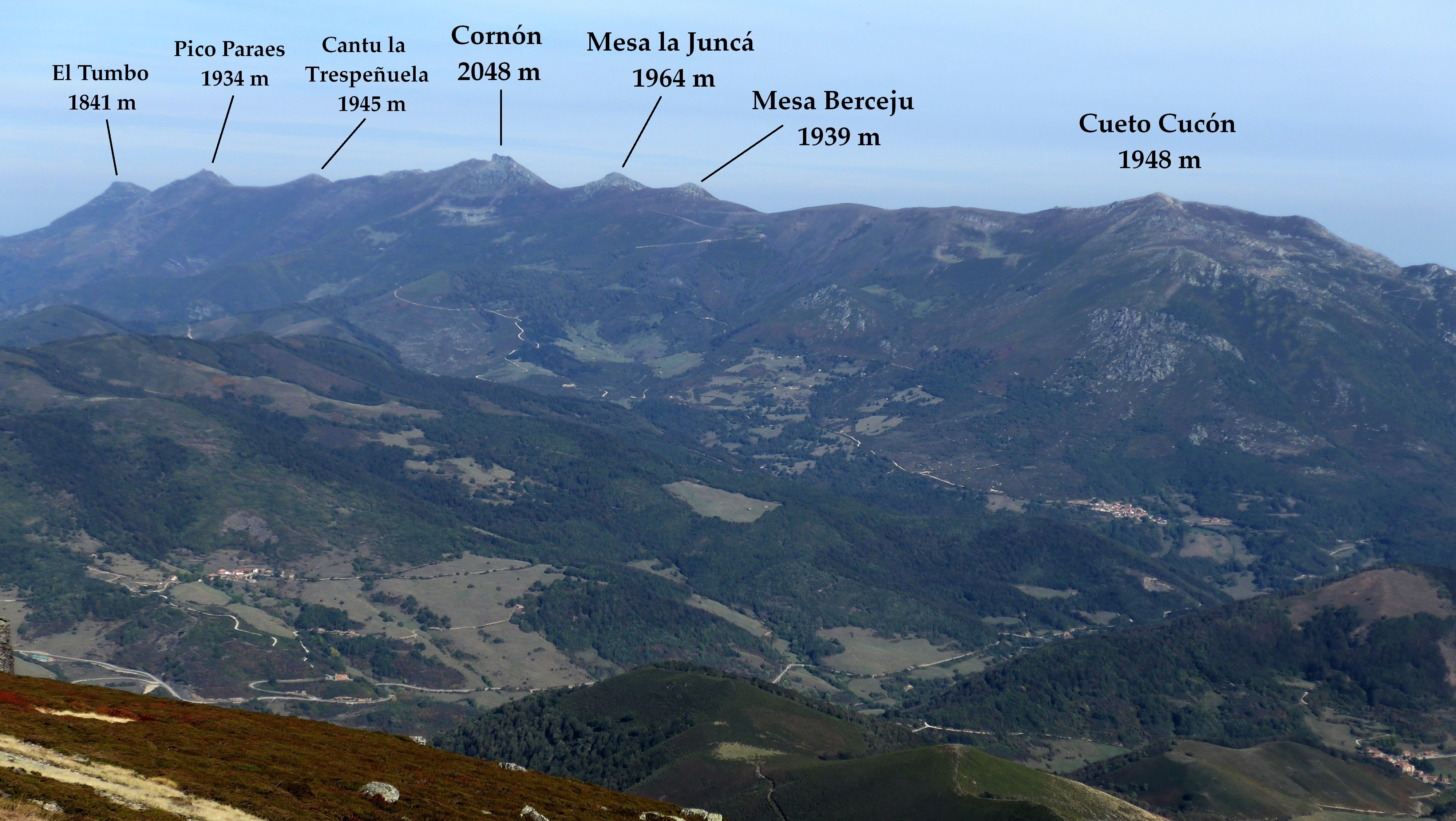
Sierra de Peña Sagra vista desde Peña Labra en dirección de sureste a noroeste

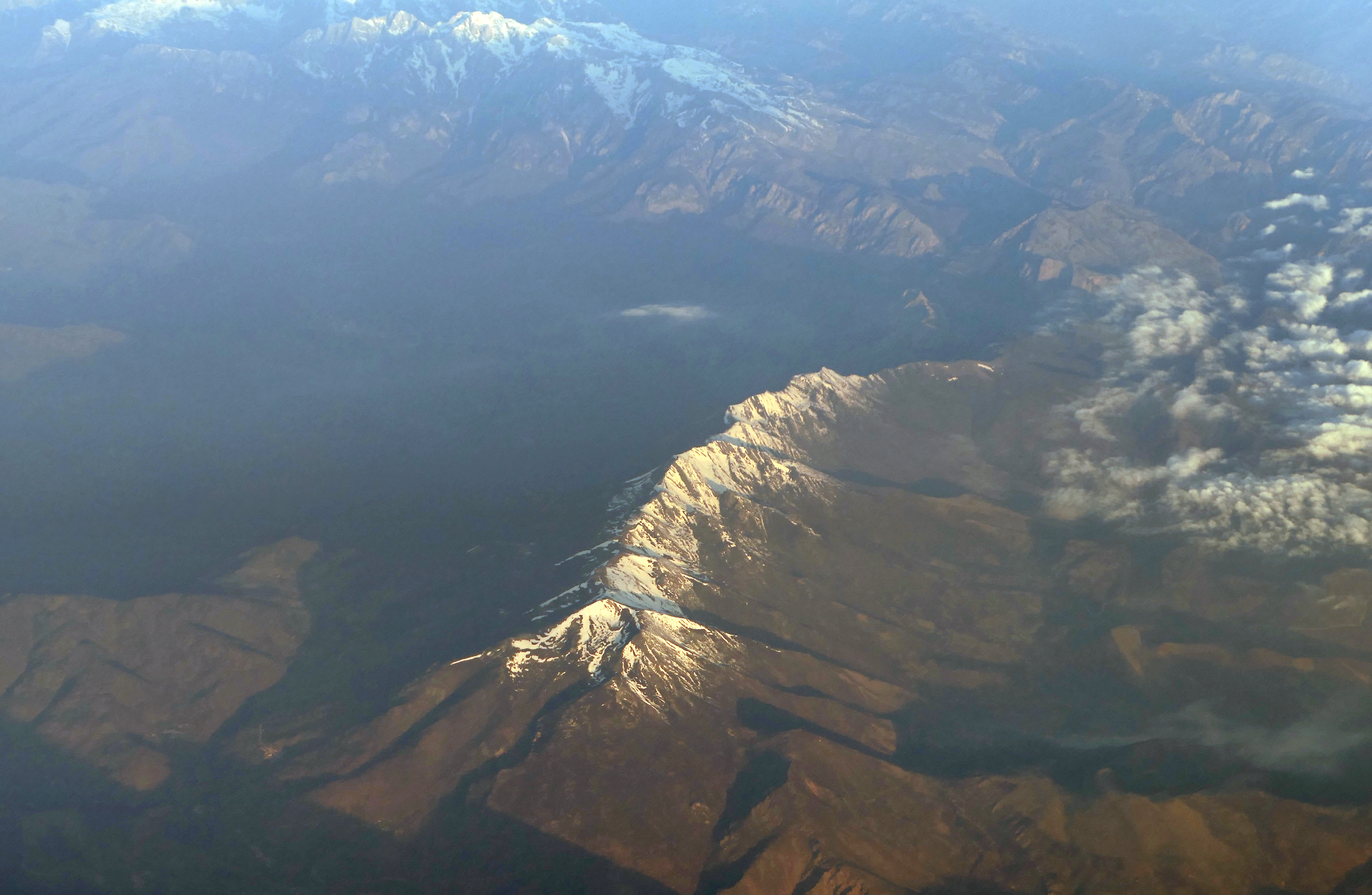
Vista aérea de la sierra de Peña Sagra, con los Picos de Europa detrás

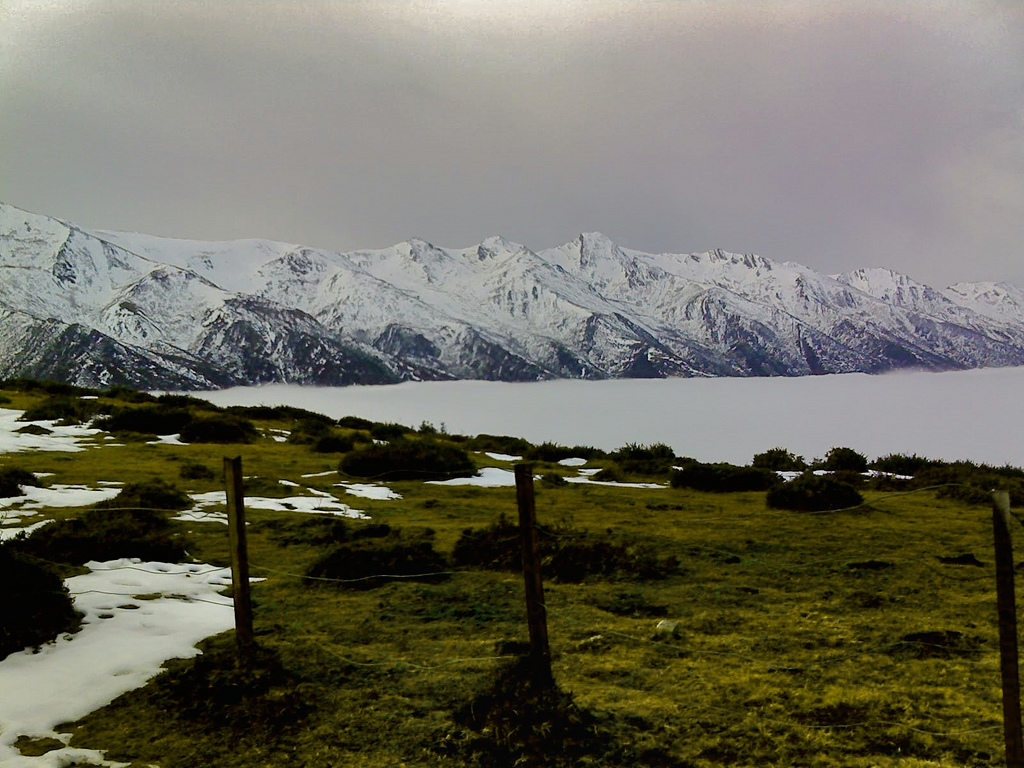
Vista de la sierra de Peña Sagra desde el collado Navas

La sierra de Peña Sagra o simplemente Peña Sagra es un cordal de unos 16 kilómetros de longitud que separa la cabecera suroccidental del valle del Nansa de Liébana, por donde discurre el río Deva, y Polaciones. Se desarrolla íntegramente por la comunidad autónoma de Cantabria (España). Presenta desniveles muy importantes. El valle de Liébana separa Peña Sagra de los Picos de Europa. Existe un vértice geodésico llamado Peña Sagra en el pico Cantu Trespeñuela. Toda la sierra está catalogada como ZEPA (zona de especial protección para las aves).
Algunos historiadores la relacionan con Medullium, el último refugio de las tribus cántabras al final de las guerras cántabras.

## Toponimia
El Cornón (2048 m) de Peña Sagra —máxima elevación de esta sierra— no debe confundirse con el Cornón de la sierra del Cordel (2125 m). Ambos picos recibieron este nombre porque la forma puntiaguda y sobresaliente de su cima es similar a la de un cuerno.

## Geografía
Discurre en dirección noroeste-sureste de forma bastante rígida, formando una barrera con altitudes que durante casi 9 km son superiores a los 1900 metros, ofreciendo un relieve de cimas escarpadas y agudas. Su extremo más septentrional se sitúa en la Peña La Ventosa (1434 m), para continuar en dirección sureste por Las Cuerres (1413m), el colláu Pasanéu (1344 m) que constituye en paso natural entre los valles de Lamasón y Bedoya. A partir de aquí el cordal comienza a ganar altitud con las cimas de Cascuerres (1561 m), El Tumbo (1841 m), picu Paraes (1934 m) y Cantu Trespeñuela (1961 m) donde confluyen los concejos (municipios) de Lamasón, Rionansa y Cabezón de Liébana. Llegamos a continuación al Cornón (o Cornón de Peña Sagra) que con sus 2047 m de altitud constituye la cima del cordal. Entre estas dos cumbres se sitúa el portillu La Vega (1935 m), paso natural entre Rionansa y el valle del río Aniezo en Cabezón de Liébana. Desde el Cornón la altitud comienza a disminuir hacia La Yuncá (1969 m), Mesa Bercejo (1939 m), Cueto Cucón (1956 m), La Concilla (1922 m), picu Las Astillas (1491 m) y el picu Hazas (1417 m), que supone el extremo sur de Peña Sagra.
En el cantu Trespeñuela que queda alrededor de un kilómetro al noroeste del Cornón, hay un vértice geodésico llamado Peña Sagra. La altitud del vértice geodésico es de 1931,60 m s. n. m. en la base del pilar. Para llegar a este punto, desde Cabezón de Liébana, hay que tomar la carretera que lleva a Aniezo. Desde allí, a pie, se sigue una senda de tres kilómetros para llegar a la ermita de Nuestra Señora de la Luz. 
Hay otro vértice geodésico en Cascuerres, en el municipio de Cillorigo de Liébana, en la unión entre las sierras de Peña Sagra y de Las Cuerres. La altitud del vértice geodésico es de 1561,90 m s. n. m. en la base del pilar. Para llegar a este punto, desde Castro-Cillorigo, hay que encaminarse hacia Potes y, en el P. K. 414,600, tomar la carretera que va a San Pedro. A cinco kilómetros de allí se alcanza el colláu Pasanéu, desde donde se llega al vértice geodésico tras unos veinte minutos andando.

## Morfología
Peña Sagra muestra características litológicas detrítico-silíceas, con los frentes de las capas orientados al sur y los dorsos al norte. Alterna capas de conglomerados, areniscas, arenas y arcillas del Pérmico con materiales del Paleozoico y pizarra del Carbonífero. El valle del Tánago fue un glaciar durante el Pleistoceno.

## Flora
Para el año 2000 se habían contabilizado 244 briófitos, de los cuales 67 son hepáticas y 177 musgos.

## Ermita de la Virgen de la Luz
Al pie del Cornón, a 1340 m de altitud, se encuentra la ermita de la Virgen de la Luz, «La Santuca», patrona de Liébana y Polaciones. Cada 24 de abril es bajada al pueblo de Somaniezo y al día siguiente a Aniezo, donde el 2 de mayo es llevada en procesión hasta el Monasterio de Santo Toribio de Liébana en una multitudinaria procesión que discurre por varios pueblos de Liébana. Por la tarde la virgen regresa a Aniezo y dos días después es de nuevo transportada hasta la ermita en las faldas de Peña Sagra. Siguiendo por una senda a partir de esta ermita durante unos cuatro kilómetros, se llega al vértice geodésico del Cantu Trespeñuela.

## Cumbres de Peña Sagra
| Nombre                   | Altitud (m) | Prominencia (m) | Relevancia (%) |
| ------------------------ | ----------- | --------------- | -------------- |
| Cornón de Peña Sagra     | 2048        | 930             | 85,59          |
| Mesa la Juncá / la Yuncá | 1964        | 77              | 24,12          |
| Cueto Cucón              | 1948        | 130             | 31,25          |
| Cantu la Trespeñuela     | 1945        |                 |                |
| Mesa Berceju o Bexejo    | 1939        |                 |                |
| Pico Paraes              | 1934        | 119             | 29,75          |
| El Tumbo                 | 1841        |                 |                |